# Otto Pilny
Otto Pilny, také Otto Pilný (28. června 1866 České Budějovice – 22. července 1936 Curych) byl malíř orientálních scén.

## Život a dílo
Narodil se v Českých Budějovicích, jeho otec byl František Pilný. V roce 1873 se rodina Pilných odstěhovala do Prahy, kde pravděpodobně získal základní umělecké vzdělání. V roce 1885 (ve věku 19 let) podnikl svoji první cestu do Orientu, kde dva roky cestoval se stanem a v doprovodu svého psa s karavanami mezi Káhirou a Tripolisem. Po krátkém pobytu v Praze byl v letech 1889 až 1892 opět v Egyptě. Po krátkém pobytu ve Vídni, pravděpodobně kvůli studiu, se v roce 1895 přestěhoval do Curychu, oženil se a získal švýcarské občanství. Jeho první výstava byla v roce 1900.
Byl dvorním malířem posledního egyptského chediva Abbáse II. Hilmího, který vládl v období let 1892 až 1914.
Uchvátila jej severoafrická krajina, lidé i jejich zvyky. Zvláště se zajímal o beduíny a často s nimi cestoval do pouště, kde si mohl načrtnout jejich večerní zábavu. Jeho zkušenosti v severní Africe mu poskytly inspiraci pro jeho obrazy po zbytek jeho života.

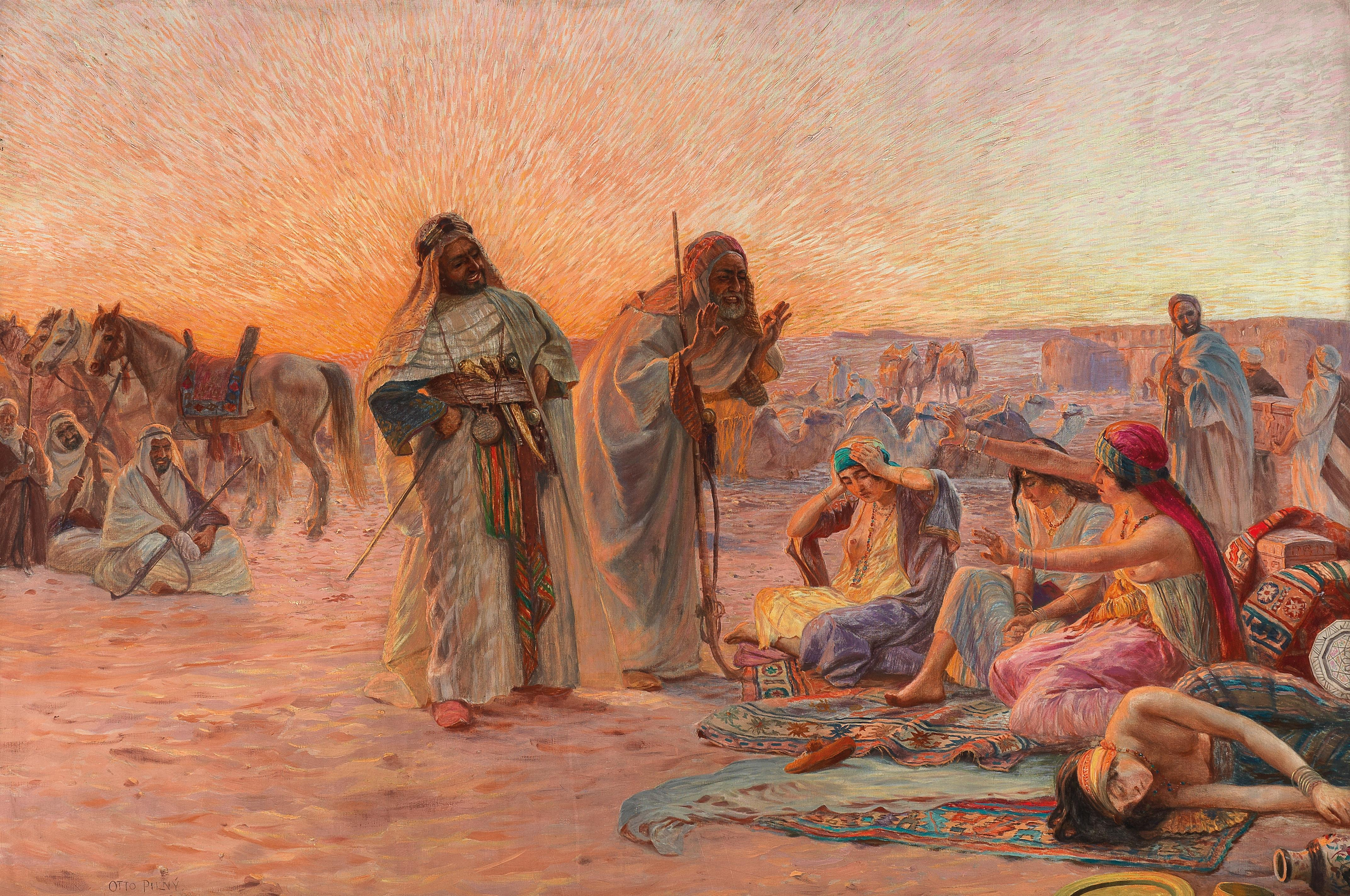
Otto Pilny: Odpočívající karavana

Pilnyho syn Otto Alexander Pilny (1897–1958) byl také malířem, omezil se však na pohledy na město Curych. Jeho díla jsou často mylně připisována otci.